# Степень окисления
Сте́пень окисле́ния (окислительное число) — вспомогательная условная величина для записи процессов окисления, восстановления и окислительно-восстановительных реакций. Она указывает на состояние окисления отдельного атома молекулы и представляет собой лишь удобный метод учёта переноса электронов: она не является истинным зарядом атома в молекуле (см. §Условность).
Представления о степени окисления элементов положены в основу и используются при классификации химических веществ, описании их свойств, составлении формул соединений и их международных названий (номенклатуры). Но особенно широко оно применяется при изучении окислительно-восстановительных реакций.
Понятие степень окисления часто используют в неорганической химии вместо понятия валентность.

## Определение
Степень окисления атома равна численной величине электрического заряда, приписываемого атому в предположении, что электронные пары, осуществляющие связь, полностью смещены в сторону более электроотрицательных атомов (то есть исходя из предположения, что соединение состоит только из ионов). В случае ковалентной связи между одинаковыми атомами электроны делят поровну между атомами.
Степень окисления соответствует числу электронов, которое следует присоединить к положительному иону, чтобы восстановить его до нейтрального атома, или отнять от отрицательного иона, чтобы окислить его до нейтрального атома:
{\displaystyle {\mathsf {Al^{3+}+3e^{-}\rightarrow Al}}}
{\displaystyle {\mathsf {S^{2-}\rightarrow S+2e^{-}}}}

## Описание
В научной литературе для обозначения степени окисления элемента используется метод Штока. Степень окисления указывается после названия либо символа элемента римскими цифрами в круглых скобках, причём пробел перед открывающей скобкой не ставится: железо(III), Ni(II).
Степень окисления также может указываться арабскими цифрами сверху над символом элемента: {\displaystyle \mathrm {{\stackrel {+1}{Na}}{\stackrel {-1}{Cl}},{\stackrel {+2}{Mg}}{\stackrel {-1}{Cl}}_{2},{\stackrel {-3}{N}}{\stackrel {+1}{H}}_{3},{\stackrel {+2}{C}}{\stackrel {-2}{O}},{\stackrel {+4}{C}}{\stackrel {-2}{O}}_{2},{\stackrel {+1}{Cl}}{\stackrel {-1}{F}},{\stackrel {+1}{H}}{\stackrel {+5}{N}}{\stackrel {-2}{O}}_{3},{\stackrel {-4}{C}}{\stackrel {+1}{H}}_{4},{\stackrel {+1}{K}}{\stackrel {+7}{Mn}}{\stackrel {-2}{O}}_{4}.} }. В отличие от указания заряда иона, при указании степени окисления первым ставится знак, а потом численное значение, а не наоборот (при этом в формулах почти всегда указывается заряд атома/иона, а в тексте — степень окисления +2, +3…, отсюда и путаница; в формулах степень окисления пишут над элементом (знак впереди — на первом месте), заряд для ионов (не для каждого элемента в сложных ионах!) — пишется верхним индексом — сверху справа после иона (знак позади числа): {\displaystyle ({\stackrel {-3}{\mbox{N}}}{\stackrel {+1}{\mbox{H}}}_{4})_{2}{\stackrel {+6}{\mbox{S}}}{\stackrel {-2}{\mbox{O}}}_{4}} — степени окисления, {\displaystyle {({\mbox{NH}}}_{4}^{1+})_{2}{\mbox{SO}}_{4}^{2-}} — заряды.
Степень окисления (в отличие от валентности) может иметь нулевое, отрицательное и положительное значения, которые обычно ставятся над символом элемента сверху: {\displaystyle \mathrm {{\stackrel {0}{Kr}},{\stackrel {+1}{\mbox{Na}}}_{2}{\stackrel {-2}{\mbox{O}}}.} }
Правила вычисления степени окисления:
- Степень окисления атома любого элемента в свободном (несвязанном) состоянии (простое вещество) равна нулю, так, например, атомы в молекулах имеют нулевую степень окисления: {\displaystyle \mathrm {{\stackrel {0}{O}}_{3},{\stackrel {0}{O}}_{2},{\stackrel {0}{H}}_{2},{\stackrel {0}{N}}_{2},{\stackrel {0}{S}}_{8},{\stackrel {0}{P}}_{4},{\stackrel {0}{Br}}_{2},{\stackrel {0}{Cl}}_{2},{\stackrel {0}{C}},{\stackrel {0}{Fe}},{\stackrel {0}{Na}}.} }
- Степень окисления любого простого одноатомного иона соответствует его заряду, например: Na+ = +1, Ca2+ = +2, Cl− = −1.
- Степень окисления водорода в любом неионном соединении равна +1. Это правило применимо к подавляющему большинству соединений водорода, таких, как H2O, NH3 или CH4. (Определение через электротрицательность даёт исключение для некоторых веществ: {\displaystyle \mathrm {{\stackrel {+4}{Si}}{\stackrel {-1}{H}}_{4},{\stackrel {+3}{As}}{\stackrel {-1}{H}}_{3}} }). Для ионных гидридов металлов, например NaH, степень окисления водорода −1.
- Степень окисления кислорода равна −2 во всех соединениях, где кислород не образует простой ковалентной связи O—O, то есть в подавляющем большинстве соединений — оксидах. Так, степень окисления кислорода равна −2 в H2O, H2SO4, NO, CO2 и CH3OH; но в пероксиде водорода, H2O2 (HO—OH), она равна −1 (другими исключениями из правила, согласно которому кислород имеет степень окисления −2, являются {\displaystyle \mathrm {{\stackrel {+2}{O}}{\stackrel {-1}{F}}_{2},{\stackrel {+1}{O}}_{2}{\stackrel {-1}{F}}_{2}} }, а также свободные радикалы, например {\displaystyle \mathrm {\bullet {\stackrel {-1}{O}}{\stackrel {+1}{H}}} }).
- В соединениях неметаллов, не включающих водород и кислород, неметалл с большей электроотрицательностью считается отрицательно заряжённым. Степень окисления такого неметалла полагается равной заряду его наиболее распространённого отрицательного иона. Например, в CCl4 степень окисления хлора −1, а углерода +4. В CH4 степень окисления водорода +1, а углерода −4. В SF6 степень окисления фтора −1, а серы +6, но в CS2 степень окисления серы −2, а степень окисления углерода +4.
- Алгебраическая сумма степеней окисления всех атомов в формуле нейтрального соединения всегда равна нулю:

{\displaystyle {\stackrel {+1}{\mbox{H}}}_{2}{\stackrel {+6}{\mbox{S}}}{\stackrel {-2}{\mbox{O}}}_{4},} {\displaystyle (+1\cdot 2)+(+6\cdot 1)+(-2\cdot 4)=+2+6-8=0}
- Алгебраическая сумма степеней окисления всех атомов в комплексном ионе (катионе либо анионе) должна быть равна его общему заряду (см. также выше 2-й пункт). Так, в ионе NH4+ степень окисления N должна быть равной −3 и, следовательно, −3 + 4 = +1. Поскольку в ионе SO42− сумма степеней окисления четырёх атомов кислорода равна −8, сера должна иметь степень окисления, равную +6, чтобы полный заряд иона оказался равным −2.
- В химических реакциях должно выполняться правило сохранения алгебраической суммы степеней окисления всех атомов. Именно это правило делает понятие степени окисления столь важным в современной химии. Если в ходе химической реакции степень окисления атома повышается, говорят, что он окисляется, если же степень окисления атома понижается, говорят, что он восстанавливается. В полном уравнении химической реакции окислительные и восстановительные процессы должны точно компенсировать друг друга.
- Максимальная положительная степень окисления элемента обычно численно совпадает с номером его группы в периодической системе (классического короткого варианта таблицы). Максимальная отрицательная степень окисления элемента равна максимальной положительной степени окисления минус восемь (например, для халькогена S положительная степень окисления +6, макс. отрицательная 6 − 8 = −2).
 Исключение составляют фтор, кислород, благородные газы (кроме ксенона), а также железо, кобальт, родий и элементы подгруппы никеля: их высшая степень окисления выражается числом, значение которого ниже, чем номер группы, к которой они относятся. Иридий имеет высшую степень окисления +9[4]. У элементов подгруппы меди, наоборот, высшая степень окисления больше единицы, хотя они и относятся к I группе. У лантаноидов степени окисления не превышают +4 (в особых условиях зафиксирована степень окисления +5 для празеодима[5]); у актиноидов зафиксированы степени окисления вплоть до +7.
 Правило о равенстве числу восемь суммы абсолютных величин степеней окисления элемента (R) по кислороду (RO) и по водороду (HR; то есть положительных и отрицательных степеней окисления) соблюдается лишь для p-элементов IV—V—VI—VII групп таблицы ПСХЭ.
- Элементы-металлы в соединениях обычно имеют положительную степень окисления. Однако встречаются соединения, где степень окисления металлов нулевая (нейтральные карбонилы и некоторые другие комплексы) и отрицательная (алкалиды, ауриды, анионные карбонилы, фазы Цинтля)[6][7].

Понятие степени окисления вполне применимо и для нестехиометрических соединений (КС8, Mo5Si3, Nb3B4 и др.).

## Условность
Следует помнить, что степень окисления является сугубо условной величиной, не имеющей физического смысла, но характеризующей образование химической связи межатомного взаимодействия в молекуле.
Степень окисления в ряде случаев не совпадает с валентностью. Например, в органических соединениях углерод всегда четырёхвалентен, а степень окисления атома углерода в соединениях метана CH4, метилового спирта CH3OH, формальдегида HCOH, муравьиной кислоты HCOOH и диоксида углерода CO2, соответственно, равна −4, −2, 0, +2 и +4.
Степень окисления зачастую не совпадает с фактическим числом электронов, которые участвуют в образовании связей. Обычно это молекулы с различными электрондефицитными химическими связями и делокализацией электронной плотности. Например, в молекуле азотной кислоты степень окисления центрального атома азота равна +5, тогда как ковалентность равна 4, а координационное число — 3. В молекуле озона, имеющей сходное с SO2 строение, атомы кислорода характеризуется нулевой степенью окисления (хотя часто говорят, что центральный атом кислорода имеет степень окисления +4).
Степень окисления в большинстве случаев не отражает также действительный характер и степень электрической поляризации атомов (истинного заряда атомов, определённых экспериментальным путём). Так, и в HCl, и в NaCl степень окисления хлора принимается равной −1, тогда как на самом деле поляризация его атома (относительный эффективный заряд δ−) в этих соединениях различна:
δCl(HCl) = −0,17 единицы заряда,
δCl(NaCl) = −0,9 единицы заряда (абсолютного заряда электрона); водорода и натрия — соответственно +0,17 и +0,90.

А в кристаллах сульфида цинка ZnS заряды атомов цинка и серы равны соответственно +0,86 и −0,86, вместо степеней окисления +2 и −2.
На примере хлорида аммония удобно затронуть существующее в современной химии перекрещивание различных понятий. Так, в NH4Cl атом азота имеет степень окисления −3, ковалентность IV, электровалентность (формальный заряд по Льюису) +1 {аммоний-катион имеет заряд также 1+}, и общую валентность (структурную; общее координационное число) 5, а для его эффективного заряда предлагалось значение −0,45.

## Проблемы
Применение понятия степени окисления проблематично для следующих классов соединений:
- Соединения, содержащие ковалентные связи между атомами близкой электроотрицательности, например: PH3, Cl3N. В этом случае использование различных шкал электроотрицательности даёт различные результаты. В 2014 году ИЮПАК дал рекомендацию пользоваться шкалой электроотрицательности Аллена, поскольку другие шкалы используют понятия валентного состояния атома (что усложняет определение условной величины) или его степени окисления (что создаёт порочный круг)[12].
- Соединения, содержащие делокализованные ковалентные связи и являющиеся промежуточными между резонансными структурами, где степени окисления атомов различны. Например, в молекуле N2O крайний атом азота имеет степень окисления от −1 до 0, средний — от +2 до +3. В случае, когда атомы одного элемента в структуре равноправны, им приписывают среднее из возможных значений степени окисления, которое может быть дробным. Например: {\displaystyle \mathrm {{\stackrel {-1/2}{{{O}_{2}}^{-}}},{\stackrel {-6/5}{C}}_{5}{\stackrel {+1}{{{H}_{5}}^{-}}}} }. В уравнениях окислительно-восстановительных реакций часто используют средние (в том числе дробные) значения степени окисления даже в том случае, когда атомы неравноправны, например {\displaystyle \mathrm {{\stackrel {+8/3}{\mbox{Fe}}}_{3}{\stackrel {-2}{\mbox{O}}}_{4}} } (по строгому определению {\displaystyle \mathrm {{\stackrel {+2}{\mbox{Fe}}}{\stackrel {+3}{\mbox{Fe}}}_{2}{\stackrel {-2}{\mbox{O}}}_{4}} }).
- Соединения, содержащие полностью делокализованные электроны (металлическая связь). Например, дикарбид лантана LaC2 состоит из ионов La3+, C22− и делокализованных электронов. Наличие в соединении ионов C22− позволяет считать степень окисления лантана равной +2; с другой стороны, бо́льшая длина связи C≡C по сравнению с CaC2, объясняемая взаимодействием делокализованных электронов с антисвязывающими орбиталями, позволяет считать степень окисленния углерода равной −3/2. Третья возможность — рассматривать такие соединения как электриды, то есть не приписывать делокализованные электроны ни одному из атомов. В случае, когда все элементы в соединении — металлы (см. Интерметаллиды), их степени окисления обычно считают равными нулю.

## Пример составления уравнения окислительно-восстановительной реакции
{\displaystyle {\mathsf {{\stackrel {+8/3}{Fe}}_{3}{\stackrel {}{O}}_{4}+{\stackrel {0}{H}}_{2}\rightarrow {\stackrel {0}{Fe}}+{\stackrel {+1}{H}}_{2}{\stackrel {}{O}}}}}
Составляем электронные уравнения:

{\displaystyle {\begin{array}{rl|l}{\mathsf {H_{2}-2e^{-}}}&={\mathsf {2H^{+}}}&{\mathsf {4}}\\{\mathsf {{\underline {3Fe^{(+8/3)}}}+8e^{-}}}&={\mathsf {3Fe}}&{\mathsf {1}}\end{array}}}
Найденные коэффициенты проставляем в схему процесса, заменяя стрелку на знак равенства: 

{\displaystyle {\mathsf {Fe_{3}O_{4}+4H_{2}=3Fe+4H_{2}O}}}
(то есть в электронных реакциях (методе электронного баланса) железо с дробной степенью окисления записывается только с коэффициентом 3).
На самом деле, в растворе нет ионов Fe2+, Fe3+ (и уж тем более Fe+8/3), также как и Cr6+, Mn7+, S6+, а есть ионы CrO42−, MnO4−, SO42−, а равно и малодиссоциированные «электролиты» Fe3O4 (FeO•Fe2O3). Именно поэтому следует отдать предпочтение методу полуреакций (ионно-электронным методам) и применять его при составлении уравнении всех окислительно-восстановительных реакций, протекающих в водных растворах. То есть мы можем воспользоваться готовой реакцией стандартного электродного потенциала:
Fe3O4 + 8H+ + 8e− = 3Fe + 4H2O, E° = −0,085 В.